# Dylan in het Fries
In Frysk earbetoan oan Bob Dylan: Dylan in het Fries: Earder as letter (in de Nederlandstalige media meestal aangeduid als Dylan in het Fries) is een Friestalig tributealbum opgedragen aan de Amerikaanse folkmusicus Bob Dylan. Het album bevat covers van Dylan die vanuit het Engels zijn vertaald naar het Fries en vertolkt worden door elf verschillende Friese muzikanten en bands.

## Achtergrond
Dylan in het Fries werd uitgegeven in navolging en naar voorbeeld van Cohen in het Fries (2008) en stond onder muzikale leiding van Jan Tekstra, die zelf ook samen met Johan Keus muzikaal aan het album heeft bijgedragen. Tekstra en Keus hadden in het verleden al gewerkt aan de tributealbums Dylan yn it Frysk (2004) en Dylan yn it Frysk 2 (2005). De regie werd gevoerd door Bart van Sinderen, directeur van ACB Wommels. De vertalingen werden grotendeels uitgevoerd door schrijver en journalist Baukje Wytsema en door dichter Harmen Wind. Wind overleed begin oktober 2010, voor de uitgave van het album.
Het album werd op 18 november 2010 op cd met bijhorende dvd uitgegeven door het Friese label T2 Entertainment.

## Nummers
De dvd bevat dezelfde opnames als de cd, maar beschikt ook over videomateriaal bij de nummers. De liedjes zijn live opgenomen. Het laatste nummer op het album, "Roffel op 'e himmeldoar", wordt uitgevoerd door alle elf voorgaande artiesten en bands samen.
| Titel                                   | Titel (Engels)                          | Uitvoerende artiest        | Duur |
| --------------------------------------- | --------------------------------------- | -------------------------- | ---- |
| "Ien bak kofje noch"                    | "One More Cup of Coffee"                | Kim Stolker                | 4:16 |
| "Rûzjend yn e wyn"                      | "Blowin' in the Wind"                   | Twarres                    | 3:16 |
| "Foar altyd jong"                       | "Forever Young"                         | Ernst Langhout, Johan Keus | 4:39 |
| "As it dien is skat"                    | "When the Deal Goes Down"               | Jan Tekstra                | 6:06 |
| "Learen Spaanske skuon"                 | "Boots of Spanish Leather"              | Reina Rodina               | 4:57 |
| "Klear om te gean"                      | "Not Dark Yet"                          | Die Twa                    | 6:14 |
| "It is swier waar dat oer us komme sil" | "A Hard Rain's a-Gonna Fall"            | Raynaud Ritsma             | 7:02 |
| "Bring my nei de himeldoar"             | "Tryin' to Get to Heaven"               | Mink                       | 4:26 |
| "Emosjoneel fan dy"                     | "Emotionally Yours"                     | Three-ality                | 4:30 |
| "Earder as letter"                      | "One of Us Must Know (Sooner or Later)" | Meindert Talma             | 5:08 |
| "Blues fan it fjoer"                    | "Fixin' to Die Blues"                   | Tsead Bruinja              | 3:55 |
| "Roffel op 'e himmeldoar"               | "Knockin' on Heaven's Door"             | diverse artiesten          | 4:02 |